# Игра с нож
Играта с нож е игра с ръце, при която се поставя дланта на ръката надолу върху маса с раздалечени отделно пръсти и използвайки нож или друг остър предмет, човек прави движения на пробождане напред-назад между пръстите си, опитвайки се да не нарани пръстите си. Играта е умишлено опасна, излагайки играчите на риск от нараняване и белези, а преди антибиотиците, разрез или проникване са били съпроводени с риск от сепсис и смърт. Сгъваемото острие носи допълнителната опасност, че колкото по-бързо се движи, толкова по-вероятно е острието да се сгъне и зашипе пръст. Може да се играе много по-безопасно, като се използва друг предмет като страната на гумичката на молив или маркер с поставена капачка. В европейската култура традиционно се смята за игра за момчета. Въпреки това, фокусът му върху двигателната координация и сръчност е сравним с игрите с пляскане.

## Ред на „пробождане“
Редът, в който се пробождат пространствата между пръстите, варира. В следващите примери пространството с номер 1 е от външната страна на палеца, като номерацията след това преминава към пространството между палеца и показалеца и така нататък.
Най-популярната версия е просто обхождане на всички празни пространства между пръстите в последователен ред, като се започне от външната страна палеца до към малкия пръст и обратно. („В най-простата си форма човек просто би се движил толкова бързо, колкото се осмелява напред и назад.“):
```
1-2-3-4-5-6-5-4-3-2 (повторение)
```

Често срещан е и по-сложен ред („Тези с по-здрави нерви биха могли да пробождат в последователност“):
```
1-2-1-3-1-4-1-5-1-6-1-5-1-4-1-3-1-2 (повторения)
```

или още по-сложна последователност:
```
1-2-1-3-1-4-1-5-1-6-2-6-3-6-4-6-5-6-4-6-3-6-2-6 (и т.н.)
```

В Австралия се използва този ред:
```
1-2-1-3-1-4-1-5-1-6 (повторения)
```

- Прост ред на игра
- Сложен ред на игра
- Още по-усложнен ред на игра